# 大善寺 (甲州市)
大善寺（だいぜんじ）は、山梨県甲州市勝沼町にある仏教寺院。宗派は真言宗智山派、山号は柏尾山、本尊は薬師如来である。

## 歴史
正確な創建年代は不明だが、寺伝によれば奈良時代に行基の開創とされている（延慶3年（1310年）『関東下知状』）。本尊である薬師如来像の様式などから、実際の創建は平安時代前期と考えられている。薬師堂は天禄2年（971年）に三枝守国による建立とする伝承がある。天文14年（1545年）の『大善寺諸堂建立炎上記』によれば、在庁官人として甲府盆地東部の東郡地域で勢力を持った古代豪族である三枝氏の氏寺とされる。
大善寺東方の甲州市勝沼町柏尾には柏尾山経塚が所在し、平安時代の康和5年（1103年）の年記を有する経筒が出土している。銘文には三枝氏の一族である三枝守定・守継の名が見られる。経筒の銘文によれば、康和2年正月に山城国乙国郡石川村出身の勧進僧・寂円が、山梨郡牧山村の米沢寺において千手観音宝前において発願したという。康和5年3月24日には完成した経典が米沢寺から大善寺にあたる柏尾山寺往生院へ移され、同年4月3日に往生院院主・堯範により開講演説・十種供養の行事が行われると、柏尾山に埋納されたという。なお、経典が書写された「米沢寺」は後の米沢寺雲峰寺の前身寺院と推定されており、山梨市牧丘町杣口に所在する金桜神社奥社遺跡に比定する説がある。
寺伝では養老2年（718年）、行基が甲斐国柏尾山の日川渓谷で修行した時に、夢の中に葡萄（甲州ぶどう）を持った薬師如来が現われ、満願を果たし、葡萄を持った薬師如来像を建立したことが当寺の起源であるとされている。甲州葡萄の始まりは行基が法薬として葡萄の栽培法を村人に教えたことであるともいわれている。本尊の薬師如来像の持物は長く失われていたが、元は葡萄を持っていたという伝承があり、現在は左手に一房の葡萄を載せた姿に復元されている。こうした由来と、現在は寺内でワインを醸造して参拝客に振舞っていることから「ぶどう寺」とも呼ばれる（薬師如来像の右手は通常は掌を正面に向ける施無畏印であるが、大善寺の薬師如来像は右手を膝前に垂下している）。
鎌倉時代には鎌倉幕府が甲斐・信濃両国において棟別銭を課して、本堂が再建された。戦国時代の天文19年（1550年）には、武田氏家臣で郡内地方領主の小山田信有（出羽守）が二子を連れて参詣を行っている（『大善寺文書』）。
天正10年（1582年）3月、織田・徳川連合軍の武田領侵攻に際して、3月3日に甲斐国主の武田勝頼は本拠である新府城（韮崎市中田町中條）を捨て、小山田信茂を頼って都留郡の岩殿城（大月市賑岡町）に向かう。勝頼はその途中で大善寺に泊まり、戦勝を祈願している。その後、勝頼は小山田領へ入る前に信茂の離反に遭い、日川を遡上。3月11日に山梨郡田野（甲州市大和町）において一族とともに自害した（天目山の戦い）。
大善寺にいた理慶尼が、勝頼らの最期を『理慶尼記（武田滅亡記）』に書き残している。『甲斐国志』によれば、理慶尼は武田一族の勝沼信友の娘で雨宮氏に嫁していたが、勝沼氏の処断により離縁されて大善寺で尼になっていた。勝頼を一晩大善寺に泊めると『理慶尼記』を記し、高野山引導院に奉納したという。一方で勝沼氏は武田一族の今井氏により継承され、理慶尼は今井信甫正室の母とする説がある。この説に立つと武田氏滅亡の際には高齢であると推定されるため、『理慶尼記』は執筆者が理慶尼に仮託して記した史料とする説もある。
幕末の戊辰戦争では、慶応4年（1868年）3月6日、大善寺の付近で板垣退助率いる迅衝隊が、近藤勇の率いる甲陽鎮撫隊と戦い勝利を収めた（甲州勝沼の戦い）。

## 伽藍

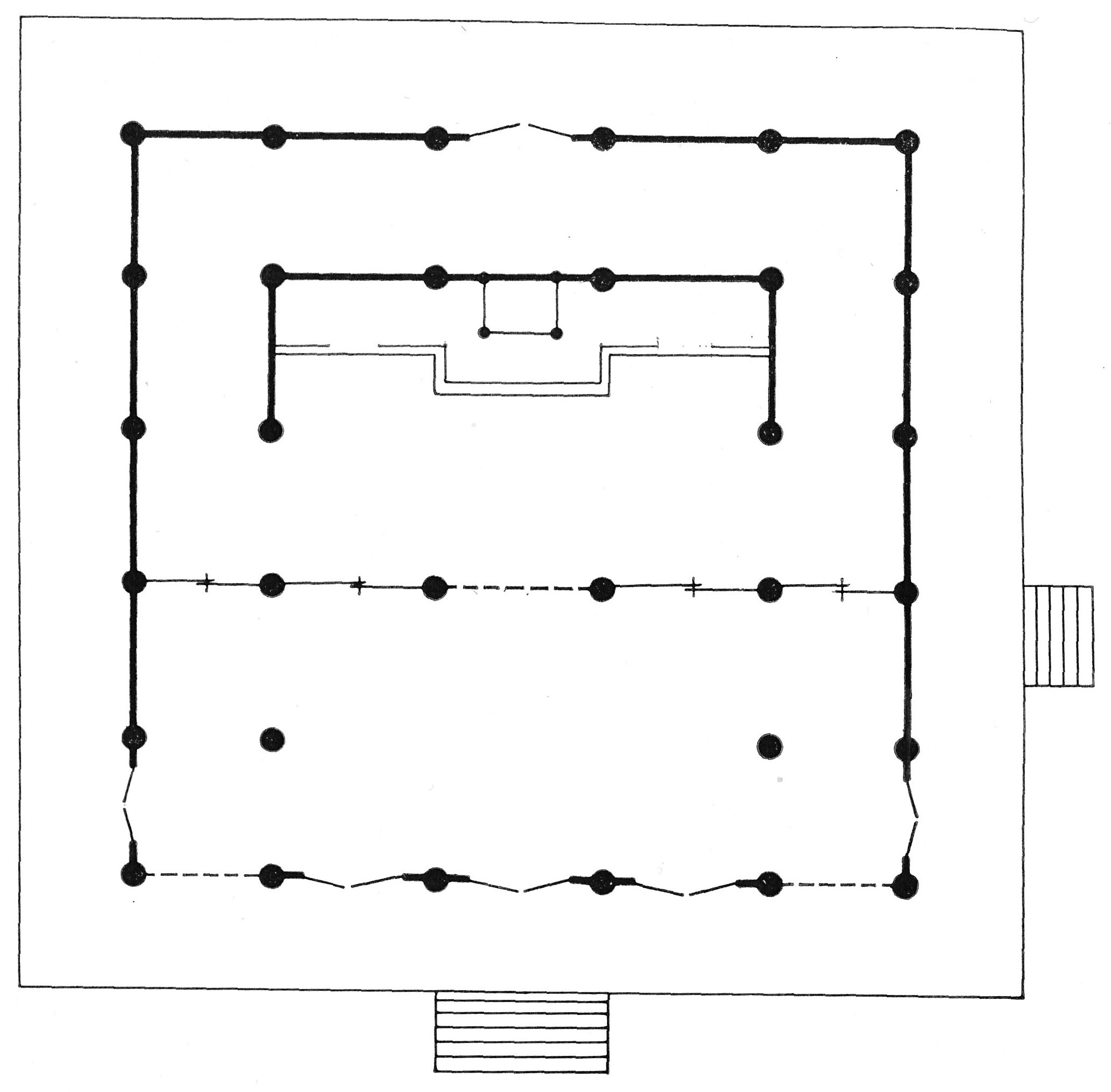
本堂平面図

### 本堂
本堂は国宝に指定されている。屋根は寄棟造、檜皮葺。平面は桁行（間口）、梁間（側面）とも五間（ここでいう「間」は長さの単位ではなく柱間の数を表す）。組物は二手先（ふたてさき）とする。堂の北東隅と北西隅の柱にそれぞれ「弘安九年」（1286年）の刻銘があり、この年に立柱されたことがわかる。その後、堂の完成までには長い時間を要し、正応4年（1291年）に上棟、徳治2年（1306年）頃に竣工している。堂の四面に縁をめぐらす。平面構成は、手前の梁間2間分が外陣、その奥の梁間2間分は、中央の桁行3間が内陣、その左右の各桁行1間が脇陣となり、もっとも奥の梁間1間分を後陣とするという、中世密教仏堂に典型的な形式になる。外陣内部は左右に各1本の独立柱が立つが、中央部分は大虹梁（だいこうりょう）を渡して、柱を省略している。外陣・内陣間は格子戸で区切る。内陣の厨子には「文明十七年」（1485年）の墨書がある。この厨子は国宝の附（つけたり）指定となっている。この堂は様式的には和様に鎌倉時代に渡来した新様式である大仏様（よう）を加味した折衷様建築の代表例であり、頭貫（かしらぬき）の木鼻や大虹梁上の組物の形態などに大仏様の要素がみられる。屋根は大棟の極めて短い寄棟造とするが、これは江戸時代の明暦年間（1655 - 1658年）の改造によるものである。それ以前の形式が不明であるため、1955年の修理時にも屋根形態の復元は行われなかった。前述のように、堂の北東隅と北西隅の柱には「弘安九年」（1286年）の刻銘があるが、これらの柱に対して放射性炭素年代測定を行った結果、北西の柱は1286年からあまり遠くない時期に製材されたことが判明した。一方で北東の柱は1286年よりもさらに200年ほど遡る時期の木材であることが判明し、旧建物の部材を転用した可能性がある。この本堂は山梨県下に現存する最古の建築であるとともに、建立時期が明らかな中世密教仏堂の典型として、また大仏様の影響がみられる建築の東限に位置するものとして貴重である。

### その他の建物
- 楼門：元禄17年（1704年）建立
- 鐘楼：現在の鐘楼は正徳4年（1714年）に再興された。以前は寛文8年（1668年）の銘が入った鐘があったが、第二次世界大戦の折に供出され、現在の鐘は昭和58年（1983年）に再興された。

## 文化財
国宝
- 本堂（薬師堂）附: 厨子1基 - 解説は既出。

重要文化財（国指定）
- 木造薬師如来及び両脇侍像

平安初期の作と考えられている薬師三尊像。当寺の本尊として本堂の厨子内に安置され、秘仏である。三像ともに桜材の一木造。中尊の像高85.4センチメートル。平安時代初頭には全国的に薬師悔過（やくしけか）の流行により薬師如来像の造立が盛んに行われ、本像もそれに伴なうものであると考えられている。近年の復元の基になったように、中尊像の持物は葡萄であったとする伝承があり、鎌倉時代初期の図像集『覚禅鈔』には葡萄を持つ薬師如来の事例があることが指摘される。通常は秘仏。開帳は五年ごとで、2018年10月1日～14日は開山1300年として、巨大な不動明王画像（県指定文化財、畳12帖相当）と併せて公開された。
- 木造十二神将立像

薬師三尊像を安置する厨子の両脇に安置される十二神将像。像高138 - 145センチメートル。寅神像胎内の銘文によれば、鎌倉時代の嘉禄3年（1227年）、大仏師・蓮慶（れんけい）による造仏であるという。また、近年の解体修理により、丑神・巳神・酉神・亥神の像内からも嘉禄3年（1227年）及び安貞2年（1228年）の造像銘が確認された。蓮慶は奈良の仏師で、山梨県内では笛吹市御坂町大野寺に所在する福光園寺の吉祥天像の作例がある。大善寺の十二神将像は甲斐国における慶派仏師の活動を示す資料として注目されている。ただし、12体の像には作風や構造の違いもみられ、特異な作風をもつ午神像などは作者が異なるともいわれる。
- 木造日光・月光菩薩立像
  - 附：日光菩薩像内納入品（薬師如来印仏（26通）1綴（正応五年の記がある）、薬師如来印仏6巻、十一面観音印仏5巻、墨書紙片、紙礫等3紙、30箇）[11]。

本尊薬師如来像の両脇侍の日光・月光菩薩像とは別の鎌倉時代の像。本尊薬師如来像が安置される本堂中央厨子の両脇壇上に安置される。像高は日光菩薩が248センチメートル、月光菩薩が247センチメートル。日光・月光菩薩像は通常は薬師如来の両脇侍像として安置される。南北朝時代の暦応2年（1339年）に記された「大善寺炎上堂宇什物注進状案」（『大善寺文書』）では文永7年（1270年）・建武3年（1336年）の火災で焼失した堂宇・宝物が書き上げられ、文永7年の火災で「大善寺新仏 丈六」が焼失したとあり、現存する日光・月光菩薩像は、この焼失した丈六仏の両脇侍として造立されたものと推定されている。
檜材と思われる針葉樹材の寄木造、漆箔仕上げで、玉眼を嵌入する。主要部は前後左右4材矧ぎ、像内は内刳りを施し、割首とする。両腕と両足先は別材を矧ぐ。像容は慶派の特徴を持ち、13世紀半ば頃の作製と考えられている。大善寺では嘉禄2年（1226年）頃から鎌倉幕府の支援を得た本堂の再建が行われており、本像も十二神将像とともに再建時に造立された可能性が考えられている。
2007年度に重要文化財に指定され解体修理が行われ、日光菩薩像の胎内には印仏などの像内納入品が確認される。印仏は薬師如来坐像や十一面観音菩薩立像、薬師如来立像などの姿が捺されたもので、発見当初は紐で束ねられた紙束状であった。納入品は日光菩薩像の背面から胸部に鋸挽きが施されて納められていた。確認される文字から正応5年（1292年）に「僧顕俊」により発願されたことが判明した。「顕俊」については不明であるが、正応5年の翌年には本堂が落慶していることから、難航していた弘安期の復興事業に関係する納入であるとも考えられている。
山梨県指定有形文化財
- 大善寺山門（建造物） - 平成14年3月4日指定
- 絹本著色不動明王像（附 紙本著色不動明王像 横田汝圭筆）（絵画）

- 木造役行者倚像（彫刻） - 平成9年6月19日指定

修験道の祖とされる役行者の像。檜材の寄木造。彫眼。像高は83.9センチメートル。老相の修行者として表され、長頭巾を被り法衣に袈裟を付け、両肩から藤衣も掛ける。右手には錫杖、左手に経巻を持ち、高下駄を履き椅子に座る。『甲斐国志』によれば本像はかつて御坂山上にあり、武田信春が当寺境内の六所明神社に移したという。富士信仰に関係する造立であると考えられている。
- 鰐口（工芸品） - 昭和39年11月19日指定

鎌倉時代の鰐口。総径44.5センチメートル、厚さ14センチメートル。耳や鋳継ぎ部が若干欠損。表面には三重の圏線を表し、中央に蓮華文の撞座が鋳出されている。外区左右に徳治2年（1307年）の年記があり、山梨県内では富士川町の明王寺に伝来する貞応3年（1224年）に継ぐ古い作例。再建本堂に懸架するために制作されたと考えられている。
- 大善寺金銅金具装山伏板笈（工芸品） - 平成8年11月7日指定

年記は存在せず、室町期から近世初頭と推定される板笈。総高91.5センチメートル。
- 大善寺文書 72通（古文書） - 昭和44年11月20日指定

平安時代末期の安元3年（1177年）から江戸時代初期の慶長8年（1603年）までの古文書群。大善寺は山梨県内で最も中世文書の残存が多く、安元3年6月日平某下文を最古とし、鎌倉幕府の発給文書や、南北朝・室町期の文書が中心。戦国期の文書は少ない。
- 大善寺中世墓出土陶器（考古資料） - 平成19年4月26日指定

境内の薬師堂や庫裏、参道付近などで出土した陶器類。いずれも鎌倉時代のもので、古瀬戸瓶子3点（高さ19.0センチメートル-25.3センチメートル）、古瀬戸灰釉四耳壺1点（高さ28.8センチメートル）、古瀬戸鉄釉水滴1点（高さ3.7センチメートル）、常滑小壺1点（高さ20.5センチメートル）、美濃須衛四耳壺1点（高さ20.5センチメートル）。灰釉四耳壺の内部には骨片が確認され、水滴以外の瓶子や壺類は器の一部を故意に打ち欠いており、在地豪族の蔵骨器であると考えられている。
山梨県指定名勝
- 大善寺庭園 - 昭和54年3月31日指定

- 大善寺（2018年10月撮影）
- 山門（2018年10月撮影）
- 楽屋堂（2018年10月撮影）
- 本堂（2018年10月撮影）
- 本堂（2018年10月撮影）

- 本堂の軒裏（2018年10月撮影）
- 行者堂（2018年10月撮影）
- 鐘楼（2018年10月撮影）
- 梵鐘（2018年10月撮影）
- 勝沼市街を見る（2018年10月撮影）

## 藤切り祭
大蛇をかたどった藤蔓を神木にかけた後に切る「藤切り祭」が5月上旬に行われており、国・県・市の無形民俗文化財に指定されている。役行者の大蛇退治伝説にちなむとされており、神仏分離前の、修験道を含めた神仏習合時代の祭礼の姿を現在に伝えている。

## 大善寺を描いた絵画
江戸時代後期の天保12年（1841年）には浮世絵師の歌川広重が甲府道祖神祭礼幕絵制作のため甲斐国を訪れ、甲府に滞在する。広重は甲府を拠点に甲府近郊や甲斐名所のスケッチを残しており、『甲州日記』の「旅中、心おほへ」には数々のスケッチが見られる。「心おほへ」十六丁・十七丁では、右頁に前頁から続く高尾山大本坊の境内が記され、左頁には大善寺の全景がスケッチされている。画中の文字のうち大善寺の部分は「カツヌマヨコブキ」「柏尾山」「大善寺」「薬師堂」なお、広重は日記部分でも4月分で大善寺門前の鳥居に掛かった額について言及し「馬一疋☆牛一頭」の図を記している。
1903年（明治36年）4月に出版された銅版画『日本寺社名鑑 甲斐国之部』では「柏尾山大善寺之景」が描かれている。

## その他
大善寺では宿坊を経営しており、宿泊することも可能。寛永末期に造られた江戸時代の日本三名園と言われる池泉鑑賞式庭園を見ながら食事ができる。『逃げるは恥だが役に立つ』テレビドラマ版（2016年放映）でロケ地となったことから、“逃げ恥詣で”と呼ばれる観光客が増えたという。

## 拝観
- 9:00～16:00 拝観は有料

## アクセス

### 公共交通機関
JR中央本線の甲斐大和駅や塩山駅前を発着する甲州市市民バスの「甲州市（塩山・勝沼・大和）縦断線」と、塩山駅や勝沼ぶどう郷駅前を発着する「勝沼地域バス ワインコース2」が大善寺バス停を通る。

### 自家用車など
- 国道20号柏尾交差点近く
- 中央自動車道勝沼インターチェンジから車で約3分
- 中央本線 勝沼ぶどう郷駅からタクシーで約5分